# Moteur Wankel
Vous lisez un « article de qualité » labellisé en 2009.

Animation du fonctionnement quatre temps du moteur Wankel.

Le moteur Wankel ([vɑ̃.kɛl]) est un moteur à piston rotatif fonctionnant selon le cycle de Beau de Rochas, dans lequel un piston « triangulaire » convertit l'énergie issue de la combustion du carburant en une énergie mécanique de rotation transmise à l'arbre moteur via un maneton. Le moteur Wankel est couramment et improprement désigné comme « moteur rotatif ». Le terme « moteur à piston rotatif » est plus approprié car, historiquement, les « moteurs rotatifs » sont des moteurs à bloc culasse tournante, fréquents au début de  l'aviation.
Contrairement au moteur à piston, au mouvement linéaire dans un cylindre, le moteur Wankel n'utilise pas de système bielle-manivelle. Il n'engendre aucun mouvement alternatif, ce qui réduit les transformations de mouvement, les frottements, les vibrations et le bruit. L'ensemble comporte également un nombre de pièces réduit. Ces avantages en font une solution technique séduisante ; il trouve une large gamme d'applications dans tous les domaines des transports (automobiles, motos, aéronefs). Son utilisation dans des véhicules de série reste néanmoins minoritaire, principalement en raison de sa consommation importante et de problèmes d'étanchéité inhérents à la géométrie complexe du stator.
Le principe du moteur Wankel repose sur celui de la pompe à palettes, qui remonte à la deuxième moitié du XVIe siècle. Mais c'est seulement dans les années 1950 que le moteur est développé, sous sa forme actuelle, par celui qui lui a laissé son nom, l'ingénieur allemand Felix Wankel de NSU, qui sera le premier constructeur à l'utiliser sur des motos, avant de céder la licence à d'autres constructeurs, notamment Mercedes-Benz, Citroën et Mazda. NSU s'associe avec Citroën en 1967 pour créer la société Comotor qui produira les moteurs de la NSU Ro 80, de la Citroën GS Birotor, ainsi que des moteurs prototypes, notamment celui qui équipait l'hélicoptère Citroën ou encore des prototypes de la CX. En 2010, dans le secteur automobile, le constructeur Mazda intègre encore ce moteur à ses véhicules et il est envisagé comme moteur complémentaire dans des motorisations hybrides.

## Historique

### Machines à piston rotatif

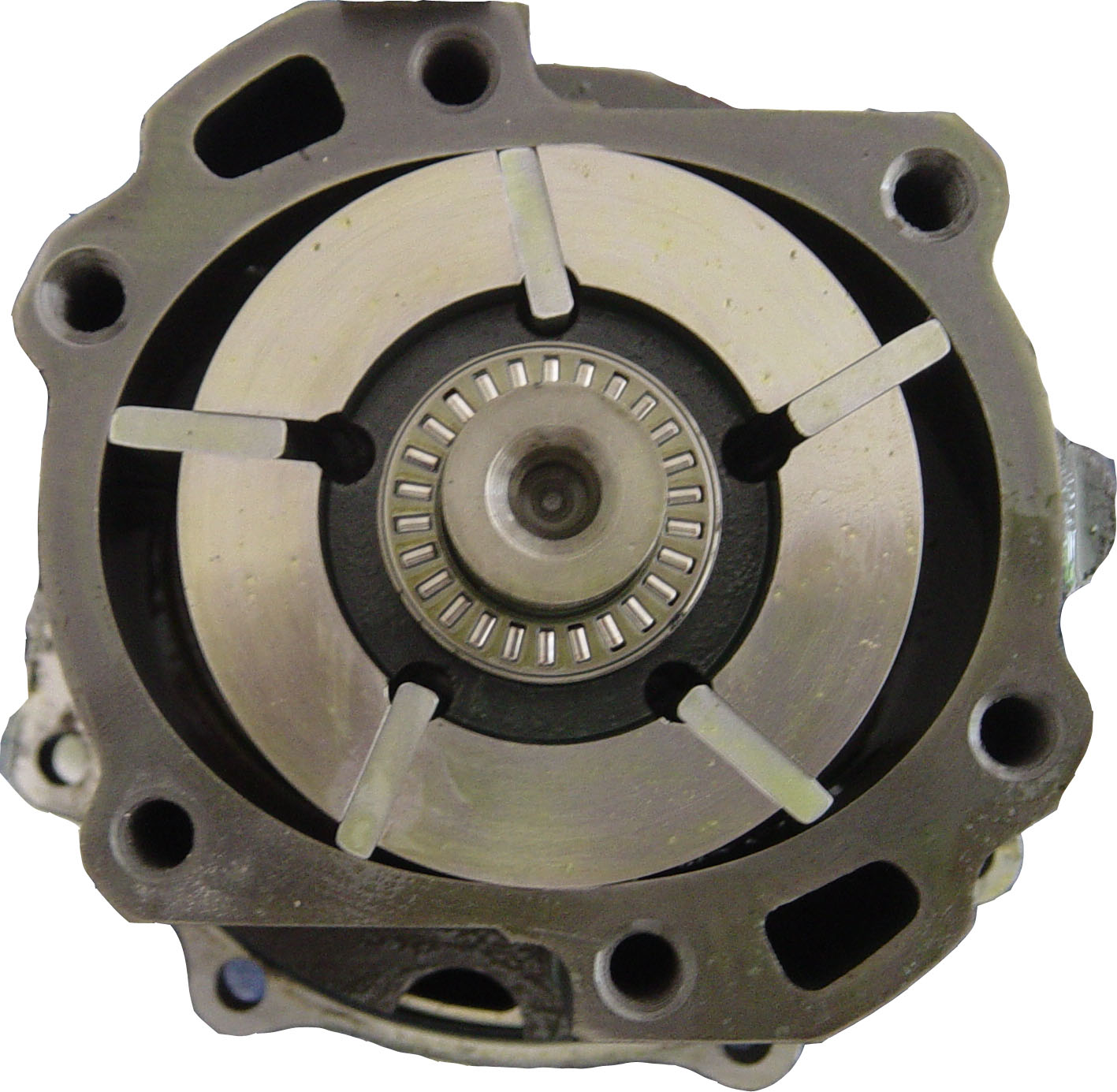
Photographie d'une pompe à palettes, dont le fonctionnement à rebours, comme moteur à fluide, est proche du moteur Wankel.

Le principe du moteur Wankel remonte à celui des machines à piston rotatif et plus particulièrement à celui de la pompe à palettes, développée par Agostino Ramelli durant la deuxième moitié du XVIe siècle et encore couramment employée de nos jours. Il s'agit d'une pompe rotative dont le rotor est muni de plusieurs palettes coulissant radialement et assurant le transfert du fluide pompé. Le comte de Pappenheim possédait dans ses jardins une fontaine équipée d'une pompe à engrenages pour recycler l'eau, signalée en 1636, dont l'invention est attribuée à J. Kepler (1604). La pompe à engrenage sert aujourd'hui régulièrement de pompe à huile dans la plupart des moteurs automobiles.
En 1901, l'américain Cooley dépose un brevet pour une machine à piston rotatif décrivant une épicycloïde intérieure. La particularité de cette machine à vapeur est d'utiliser un engrenage à denture pour mettre en rotation le piston.
En 1908, l'anglais Umpleby reprend le système développé par Cooley et l'adapte afin d'obtenir une machine à combustion interne. Néanmoins, Umpleby ne parvient pas à résoudre l'ensemble des problèmes liés à l'étanchéité et à la cinématique du piston.
Les Suédois Wallinder et Skoog sont les premiers à déposer le brevet d'un moteur à combustion interne fondé sur le principe d'un piston rotatif avec engrènement à denture, dont le piston en étoile à cinq branches suit une courbe hypocycloïde. Ce moteur, dont le rapport de rotation est de 5/6, est adapté aux combustions deux ou quatre temps. Un moteur similaire sera mis au point dans les années 1930 par le Français Dimitri Sensaud de Lavaud, financé par les constructeurs automobiles Citroën et Renault ainsi que le ministère de l'Air : il utilise un triangle de Reuleaux comme piston, à l'image du moteur Wankel actuel. La puissance est transmise par l’intermédiaire d’un rotor extérieur. Néanmoins, ce moteur n'atteindra jamais une puissance suffisante en raison de divers problèmes d'étanchéité, de lubrification et de refroidissement, si bien que les travaux seront stoppés au bout de trois ans,.

### Travaux de Felix Wankel
Felix Wankel, touche-à-tout allemand passionné par la conception mécanique et le fonctionnement des machines, installe en 1924 son propre atelier à Heidelberg où il dessine les premières ébauches d'un moteur à piston rotatif. Il s'attelle tout particulièrement à résoudre les problèmes d'étanchéité, subventionné massivement par le ministère de l'Air et de la Kriegsmarine sous le Troisième Reich. Fort de « son expérience d'usineur, de son souci de la précision et ses nombreuses recherches dans le domaine de la segmentation et des joints », Wankel est capable de présenter une technologie déjà poussée. Or, étant donné que le bilan de la Seconde Guerre mondiale est désastreux pour l'appareil industriel allemand, les investisseurs sont désireux de mettre au point une nouvelle motorisation efficace et peu onéreuse.
C'est en 1951 que Wankel établit ses premiers contacts avec différentes entreprises et notamment NSU avec qui il signe, le 20 décembre 1951, un contrat d'association portant sur le moteur à piston rotatif. Cependant, ce n'est pas en tant que moteur que NSU exploite la machine de Felix Wankel : en effet, NSU l'installe sur certaines de ses motos en tant que compresseur afin d'augmenter le taux de compression, donc la puissance, de leur moteur thermique classique. Le « compresseur Wankel » est très prometteur puisque les motos NSU établiront un nouveau record de vitesse aux États-Unis, à 192,5 km/h.
Ce n'est qu'en 1959 que NSU annonce officiellement « la réussite du moteur à piston rotatif » (« The Rotary engine achieves success ») et la commercialisation prochaine d'une automobile motorisée par un moteur à piston rotatif.

### Conception

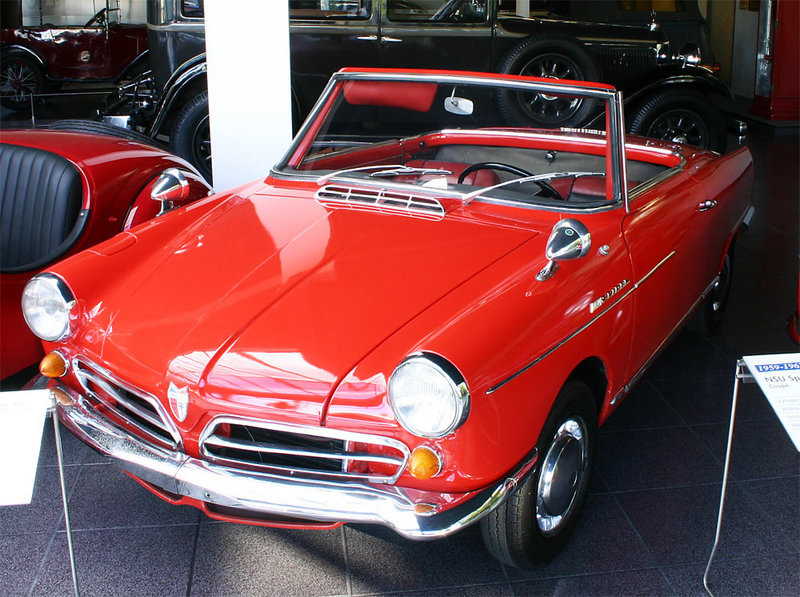
La NSU Spider, première automobile équipée d'un moteur Wankel.

NSU, en coopération avec Felix Wankel et d'autres partenaires commerciaux, entame de 1954 à 1957 la conception d'un prototype automobile expérimental mû par un moteur Wankel. Le 1er février 1957, le prototype dénommé DKM 54 est testé sur "banc moteur" et affiche des performances prometteuses. Le moteur, d'une capacité de 125 cm3 dont le diamètre est limité à 26 cm, parvient à développer 29 ch à 17 000 tr/min. Seuls quatre DKM 54 sont alors construits.
Selon NSU, la version DKM du moteur Wankel, qui transmet la puissance par l’intermédiaire d’un rotor extérieur, ne peut supporter une production en série en raison de sa mise en œuvre complexe. Dès 1957, NSU abandonne le principe de rotor extérieur au profit d'un train planétaire (KKM) où le rotor extérieur est désormais stationnaire, tandis que le piston tourne sur un arbre excentré. L'inconvénient de ce nouveau système est qu'il ne permet plus d'atteindre des régimes moteur élevés.
En 1960, NSU réalise un prototype expérimental KKM 250 qu'elle installe sur une Prinz modifiée pour des essais routiers. Le prototype d'une capacité de 250 cm3 développe une puissance de 30 ch à 5 000 tr/min, performances bien inférieures au précédent prototype. En 1963, NSU décide tout de même de commercialiser un modèle équipé d'un KKM 500 de 500 cm3. La NSU Spider devient ainsi la première automobile commercialisée avec un moteur Wankel, placé en porte-à-faux arrière et alimenté par un carburateur Solex. La Spider développe 50 ch à 6 000 tr/min et peut atteindre les 150 km/h.

### Développement
Malheureusement, la consommation excessive et la fiabilité limitée de la Spider, due au principe même du moteur Wankel, auront raison d'elle : la production sera arrêtée en juillet 1967 après 2 375 exemplaires vendus. Malgré une production bien inférieure aux prévisions, Tsuneji Matsuda, président du groupe Toyo Kogyo (aujourd'hui Mazda), est très tôt intéressé par cette nouvelle motorisation et entame personnellement des négociations avec NSU. Elles aboutiront en juillet 1961 à un contrat de coopération avec l'approbation du gouvernement japonais.

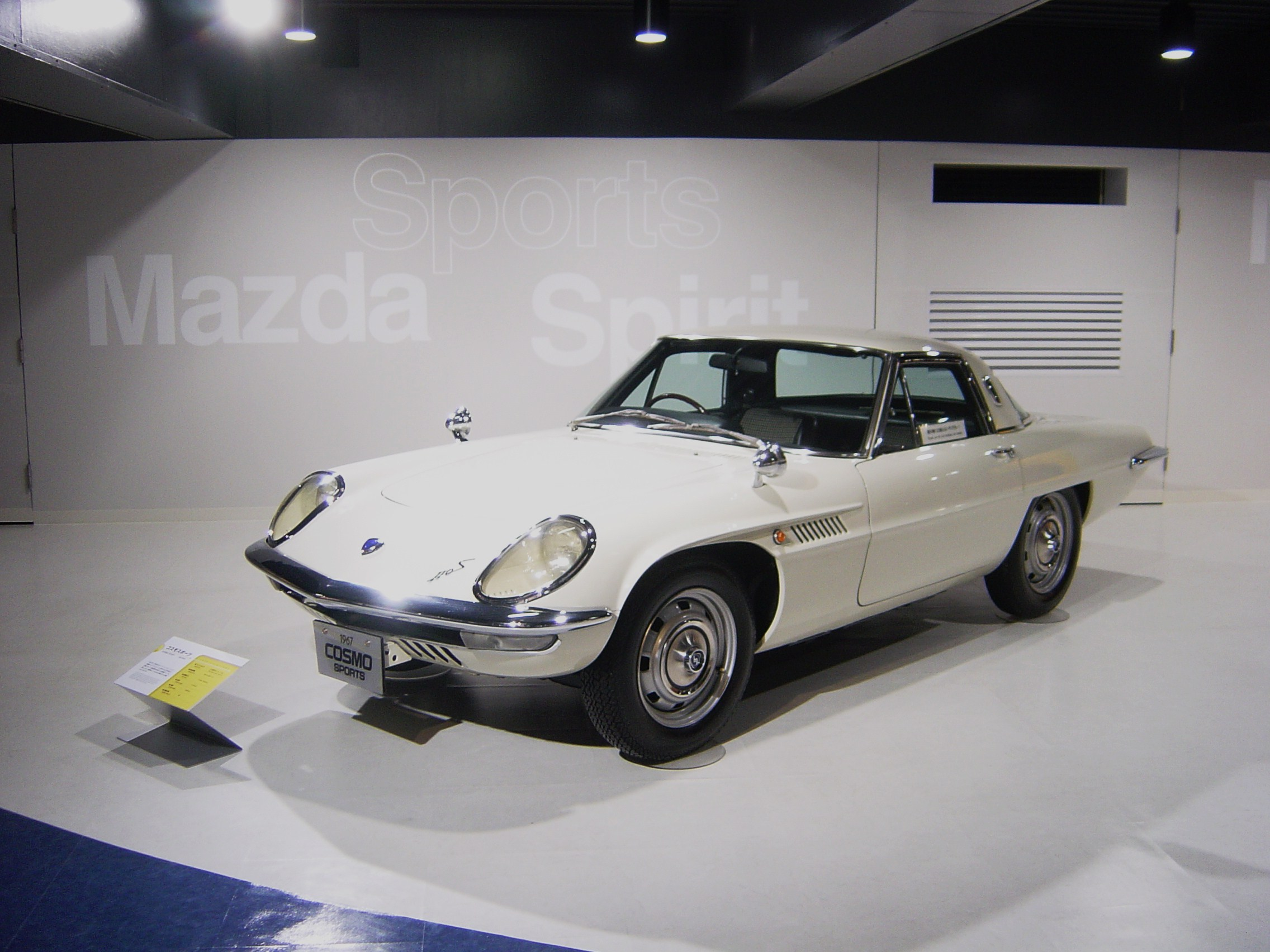
La Mazda Cosmo Sport 110S est la deuxième automobile de série équipée d'un moteur à piston rotatif.

Rapidement, Mazda fait face, comme NSU, à des problèmes de fiabilité en raison de phénomènes de vibrations frictionnelles des segments d'arête ayant lieu dans la chambre de combustion et engendrant des « chatter marks » ou marques de cognement caractéristiques. Dans ce cas, le segment d'arête s'use rapidement et n'assure plus l'étanchéité. La longévité du moteur en est grandement réduite,.
De nombreuses études sont réalisées dans le but d'améliorer l'efficacité de l'étanchéité et de diminuer les vibrations du moteur. Une première étude porte sur l'optimisation des matériaux utilisés pour le carter et les segments. En effet, il est avéré que le carbone et la fonte d'acier utilisée pour les segments sont incompatibles, d'autant plus lorsqu'un placage en chrome est appliqué sur le carter. Afin d'éviter de remplacer l'ensemble des matériaux, les constructeurs allemands Daimler et Mercedes-Benz emploient un procédé portant la marque Nikasil, traitement de surface développé par Mahle, alliant au nickel des particules de carbure de silice. Il présente l'avantage de mieux fixer l'huile et donc d'améliorer la lubrification. Après avoir été utilisé à partir de 1978 sur le moteur boxer refroidi par air de la Citroën Visa de base, le traitement Nikasil est largement utilisé dans la construction des cylindres de moteurs à deux temps des motos. Néanmoins, il ne suffit pas à résoudre le problème d'usure des segments. Bien que Mazda trouve une solution dans la fabrication de segments creux aux canaux entrecroisés, en raison d'une fabrication trop onéreuse, le constructeur se rabat sur des segments en carbone auto-lubrifiant imprégné d'aluminium.

### Production en série
Dans les années 1960, Mazda met au point des motorisations non plus munies d'un seul rotor mais de deux, trois, voire quatre rotors. La combinaison de plusieurs rotors permet de diminuer les fluctuations de couple dues à la succession de « ratés d'allumage » et de combustions normales. Le premier moteur bi-rotor, d'une cylindrée de 2 × 399 cm3, équipe une Mazda Type L8A, prototype sportif.
La Mazda Cosmo Sports 110S, lancée en 1967, suit la NSU Spider et devient la deuxième voiture de série au monde à être équipée d'un moteur Wankel. Elle précède de quelques mois la berline NSU RO80. Équipée d'un bi-rotor de 2 × 491 cm3, la Cosmo Sport développe 110 ch. La production s'arrêtera en 1972 après 1 519 exemplaires vendus.
Peu de modèles d'automobiles seront équipées d'un moteur à piston rotatif, bien que Citroën et NSU construisent ensemble, dans le cadre de leur filiale commune Comotor, une usine dans la Sarre pour fabriquer le « moteur Comotor » (Wankel Birotor). En France, seul Citroën commercialise une voiture à moteur Wankel bi-rotor. Dévoilée la première fois sous la forme d'un prototype expérimental monorotor dénommé M35, la Citroën GS Birotor, produite à partir de 1972, ne trouve pas le succès escompté. Bien que novatrice d'un point de vue ensemble moteur/châssis, sa consommation excessive et sa fiabilité laissent perplexes les potentiels acheteurs — la crise pétrolière des années 1970 renchérissant le prix de l'essence.
Néanmoins, la luxueuse NSU Ro 80, dernier modèle de la marque, aura bien plus de succès que la Citroën, puisque 37 389 exemplaires seront vendus entre 1967 et 1977. « Ambitieuse technologiquement comme du point de vue esthétique, elle incarne un audacieux parti pris d’innovation. » Son ambition est d'ailleurs clairement affichée, puisque le nom « Ro 80 » fait référence à sa technique censée représenter celle des années 1980. Elle désire imposer le moteur Wankel comme motorisation automobile et ainsi supplanter les moteurs « alternatifs ».

### Déclin d'intérêt

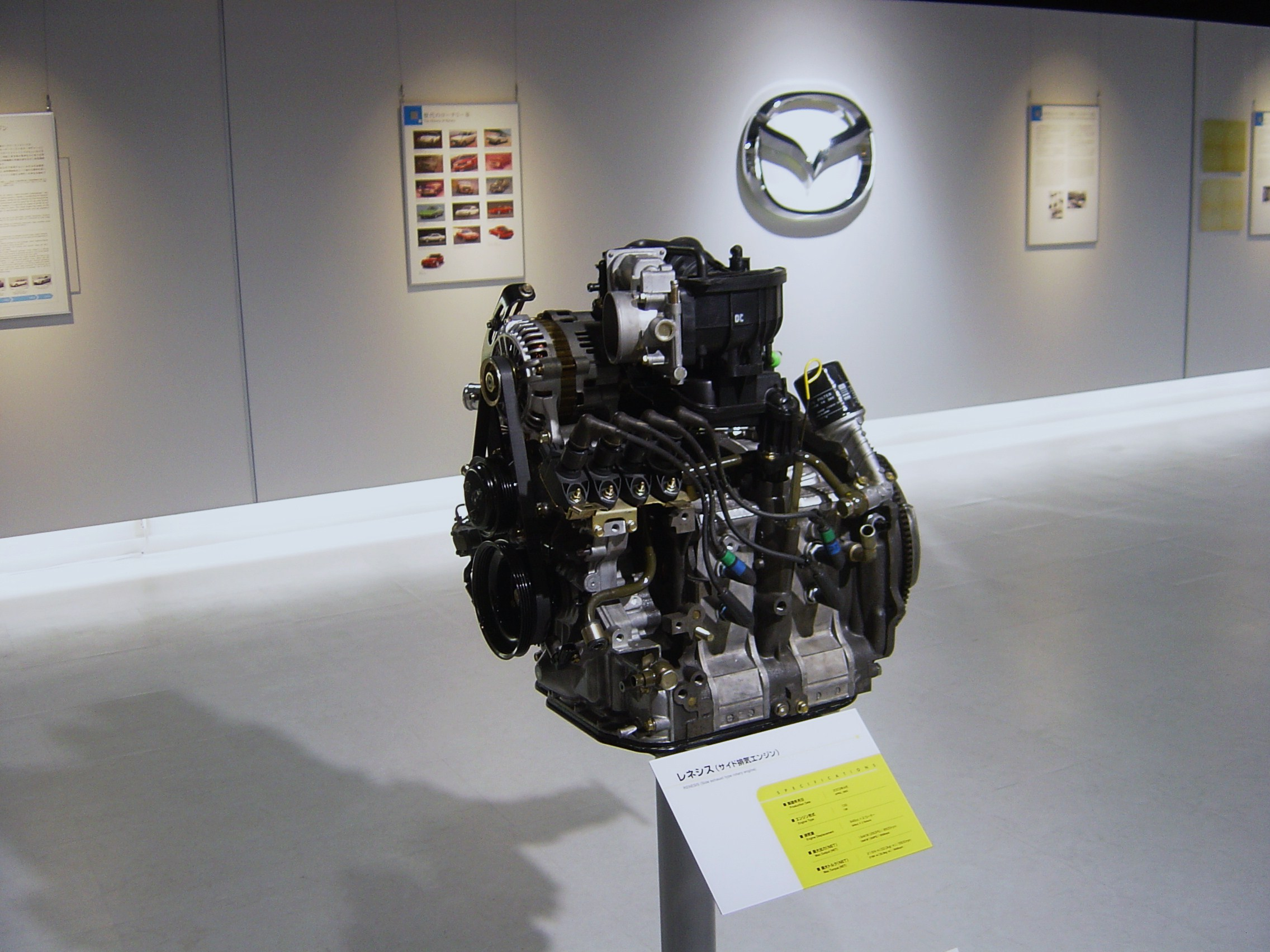
Moteur Wankel de la Mazda RX-8.

Le moteur Wankel, arrivé sur le marché à un mauvais moment puisque le premier choc pétrolier frappe le monde en 1973, n'a pu combler son manque d'expérience face à celle des moteurs classiques bien que son concept soit séduisant. Bien que silencieux et exempt de vibrations, sa consommation excessive demeure un frein à son développement. Il aurait fallu pouvoir lui adjoindre un turbocompresseur permettant de récupérer une partie de l'énergie dissipée à l'échappement. Le bureau d'étude de Citroën continue à travailler sur le moteur à piston rotatif jusqu'au début des années 1980. Mais à la suite du rachat de Citroën par Peugeot, les recherches trop coûteuses sont définitivement abandonnées.
Mazda, qui a commencé la production d'automobiles propulsées par un moteur à piston rotatif plus de deux ans avant la série des prototypes Citroën, était en 2009 le seul constructeur à proposer des modèles automobiles équipés du moteur Wankel, dont l'une des plus célèbres est la Mazda RX-8. La vente de la Mazda RX-8 a cessé en France en 2010 et dans le monde en 2012. Ce constructeur a réussi à remporter les 24 Heures du Mans en 1991 avec la Mazda 787B, un prototype mû par un quadrirotor Wankel atmosphérique de 700 ch. Cette victoire est néanmoins éphémère puisqu'elle entraîne l'interdiction de ce type de motorisation par la fédération sportive de la discipline, sous la pression des autres constructeurs automobiles,.

### Nouveau sursaut?
Le moteur Wankel semble trouver une nouvelle vie comme prolongateur d'autonomie dans la motorisation hybride électrique/essence. Profitant de sa simplicité, de sa légèreté, de sa compacité ainsi que d'une consommation et d'une usure raisonnables à vitesse constante, quelques constructeurs l'utilisent comme motorisation d'appoint pour recharger les batteries et prolonger l'autonomie des véhicules hybrides,. Le moteur d'appoint est également moins bruyant et émet moins de vibrations.

## Description

### Piston (rotor)

Illustration d'un triangle de Reuleaux.

Le piston rotatif (rotor) est la pièce mécanique qui assure la transmission de la poussée des gaz de combustion sur l'arbre moteur. Dans le moteur Wankel, le piston rotatif  prend la forme d'un triangle équilatéral curviligne dénommé « triangle de Reuleaux ». Chacune des trois faces latérales du piston est évidée afin d'augmenter le volume de la chambre de combustion. La forme et le volume de cet évidement sont déterminés afin d'obtenir un rapport optimal entre les performances spécifiques, la consommation d'essence et l'évacuation des gaz d'échappement.
Le piston reçoit une couronne à denture intérieure qui engrène avec une couronne fixe portée par le stator. Le rapport de denture est de 3:2. Cet engrènement assure le guidage (cinématique) du piston mais  ne participe pas à la transmission du couple moteur qui est réalisée par un large excentrique porté par l'arbre moteur (vilebrequin) et qui est centré sur le piston. La cinématique du moteur Wankel est telle que l'arbre moteur fait 3 tours pour un tour complet du rotor,. Les deux surfaces triangulaires du piston sont également creusées de manière uniforme et circulaire, d'un diamètre légèrement supérieur à celui de la couronne et d'une profondeur de l'ordre 0,1 à 0,15 mm. Les surfaces circulaires obtenues, dénommées « surface de rotor » ou « rotor land », définissent la position de contact entre le piston et les flasques, pièces fermant l'enceinte des chambres moteur.
Les contraintes importantes liées à la combustion des gaz frais imposent au matériau constitutif du piston de posséder une très bonne tenue à la fatigue à hautes températures, un faible coefficient de dilatation thermique et une dureté superficielle élevée. Ce sont les raisons pour lesquelles la fonte à graphite nodulaire est généralement choisie. Afin de diminuer les masses en rotation, l'aluminium protégé par des traitements de surface, est également couramment employé.

### Trochoïde (stator)

Génération de la trochoïde par la rotation du piston.

Le carter (stator), enceinte dans laquelle le piston est guidé, est défini par le lieu des sommets du piston. Ce dernier suit une courbe épitrochoïde dont l'enveloppe définit la forme du carter, dénommée dans ce cas trochoïde. Bien que dimensionnellement possible, le piston ne peut tourner dans un stator circulaire étant donné qu'il n'y aurait pas alors de variation de volume des chambres et que la direction de la pression des gaz exercée lors de la combustion coïnciderait avec le centre du vilebrequin.
L'équation de l'épitrochoïde est donnée, en coordonnées cartésiennes, par le système d'équations suivant, où {\displaystyle e} désigne l'excentricité, {\displaystyle R} la longueur entre le centre du piston et l'un des sommets du piston, et {\displaystyle \alpha } l'angle de rotation :
Le carter, composé en réalité de la trochoïde (« rotor housing ») et de deux flasques (« side housing ») nécessaires à fermer l'enceinte, doit être capable de résister aux contraintes mécaniques induites par la combustion, de minimiser la différence de température — étant donné que le carter est soumis à différentes températures en différents points — et de limiter toutes déformations pour le bon fonctionnement du moteur.
La trochoïde est particulièrement soumise à des contraintes thermomécaniques plus sévères que sur les moteurs à soupapes. Étant donné que le passage des gaz frais et des gaz brulés se fait toujours dans deux zones différentes, la température ne peut être moyennée, ce qui entraîne de surcroît de fortes contraintes thermochimiques sur le lubrifiant.

### Arbre moteur, paliers et excentriques

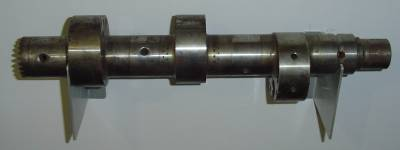
L'arbre moteur du Wankel est beaucoup plus court que le vilebrequin d'un moteur bielle/piston multicylindre.
Ici, l'arbre de sortie comporte 4 paliers, 3 excentriques ainsi que des orifices de graissage.

Dans le moteur Wankel, l'arbre moteur (ou arbre de sortie) est la pièce assurant la transformation du mouvement de révolution du piston en un mouvement de rotation (3 rotations d'arbre moteur pour un cycle complet du rotor). Sa fonction diffère donc notablement de celle du vilebrequin dans un moteur thermique conventionnel. L'arbre moteur est constitué de tourillons (paliers) et d'excentriques. Les paliers assurent le guidage en rotation de l'arbre dans le carter moteur. Le nombre de paliers correspond au nombre de pistons (plus un palier de bout d'arbre). Les excentriques, au nombre de un par piston, sont décalés radialement de l'axe moteur d'une valeur correspondant à l'excentricité {\displaystyle e} de la trochoïde. Ils tournent dans un logement circulaire (alésage) positionné au centre de chaque piston. Le diamètre des excentriques est dimensionné largement afin de minimiser les pressions de contact et transmettre correctement le couple moteur malgré la faible valeur de l'excentricité (moins de 20 mm pour un moteur 1 300 cm3). La section des excentriques est donc singulièrement plus grande que la section des paliers (voir photo ci-contre).

Équilibrage du moteur Wankel en fonction du nombre de rotors.
Source : Kenichi Yamamoto, Rotary Engine.

L'arbre de sortie d'un moteur Wankel est dépourvu de manivelles  ou de contrepoids, d'où une géométrie particulièrement compacte. Il n'est pas soumis, contrairement au moteur classique, à d'importantes vibrations de torsion ou de flexion. Il est généralement fabriqué par forgeage, facilité par ses formes simples, dans un acier à haute résistance mécanique allié de chrome et/ou de molybdène. Tourillons et excentriques sont repris par usinage et rectification et les conduits de lubrification sont forés.
Le moteur à piston rotatif, de par sa conception, présente un « équilibrage mécanique parfait ». Néanmoins, un équilibrage de l'arbre moteur est réalisé pour atténuer les irrégularités du couple moteur, caractéristique de tous les moteurs à combustion interne. L'équilibrage est obtenu par l'adjonction de deux masses en bout d'arbre dont la forme et le moment d'inertie dépendent de la géométrie du moteur (éloignement des masses d'équilibrage avec les rotors, nombre de rotors, masse des rotors).

## Fonctionnement

Schéma du moteur Wankel :
1 : Conduit d'admission
2 : Conduit d'échappement
3 : Trochoïde (stator)
4 : Chambres
5 : Pignon
6 : Piston (rotor)
7 : Couronne
8 : Excentricité du vilebrequin
9 : Bougie d'allumage.

### Présentation
Ce moteur à combustion interne  est un moteur à piston rotatif ou moteur volumétrique à engrenages équilibré. Il s'agit du seul de ce type qui ait connu un développement industriel. Comme tout moteur à quatre temps, il fonctionne avec un mélange d'air et de carburant, à l'image des moteurs à allumage commandé.
Le piston, appelé ici rotor, tourne dans la trochoïde, délimitant ainsi trois chambres dont les volumes varient en fonction de la position angulaire du piston. Chacune des trois faces du rotor s'écarte puis se rapproche du carter, permettant de réaliser successivement les temps de compression, d'explosion, de détente et d'échappement. La cinématique (guidage) du rotor est réalisée par une couronne intérieure dentée qui engrène sur un pignon fixe par rapport au bâti. L'arbre moteur reçoit le couple moteur par l'intermédiaire d'un excentrique centré sur le rotor. L'excentricité permet de régler le « rapport volume » de compression/volume de détente.
Le moteur ne comporte pas de soupapes, mais deux lumières comme sur un moteur à deux temps si bien qu'il ne compte que cinq pièces en mouvement contre 85 pour un moteur classique à quatre cylindres. Ces lumières, fermées puis ouvertes tour à tour par le passage du rotor, permettent pour l'une, l'admission des gaz frais, et pour l'autre, l'échappement des gaz brûlés.

### Admission
La lumière d'admission peut être placée soit à travers la trochoïde (« admission périphérique ») soit à travers le flasque (« admission latérale »),. Dans une admission périphérique, les lumières sont ouvertes ou fermées par les segments d'arête. Ce type d'admission offre une plus faible résistance à l'écoulement des gaz étant donné que la direction de cet écoulement ne s'oppose pas à la révolution du piston. Dans une admission latérale, le piston est responsable de l'ouverture, ou non, de la lumière d'admission. Ce dernier type d'admission est soumis à des contraintes liées aux dimensions du piston, au positionnement des segments flancs — il faut éviter le chevauchement des segments flancs avec la lumière pour une bonne lubrification des segments — la direction de l'écoulement des gaz, etc. En revanche, cette admission maximise le temps et la surface d'ouverture.

### Allumage
Dans un moteur Wankel, les bougies d'allumage ont généralement tendance à s'encrasser lors d'une utilisation à faible charge du moteur. En effet, à l'inverse d'un moteur quatre temps où le PMH de balayage permet le nettoyage de la bougie, le moteur Wankel, tout comme le moteur deux temps, ne possède pas de temps de « nettoyage ».
Deux bougies par rotor sont généralement utilisées pour déclencher la combustion du mélange air-essence afin d'augmenter la vitesse d'inflammation du mélange. Étant donné que la chambre de combustion est très aplatie, l'ajout d'une bougie supplémentaire permet d'améliorer la combustion et la propagation du front de flamme. De surcroît, une meilleure combustion diminue l'émission de polluants et notamment la production d'hydrocarbures.

### Lubrification
À l'image des moteurs à allumage commandé classiques, l'huile est stockée dans un carter située en dessous du moteur. Une pompe, entraînée par le moteur, permet d'aspirer l'huile puis de la refouler dans l'arbre moteur où elle lubrifie paliers, excentriques et pistons couronnes dentées et pignons fixes.
Les segments de flanc et les segments d'arêtes du rotor sont quant à eux lubrifiés d'une manière particulière. Un doseur injecte de l'huile dans l'admission, avant les gaz frais, selon une quantité définie en fonction du régime moteur et de l'ouverture des papillons du carburateur. Pour éviter d'éventuelles lacunes de lubrification, de l'huile est incorporée dans l'essence dans une proportion inférieure à 1 %, ce qui a un impact sur les gaz brulés et la pollution.

### Systèmes d'étanchéité

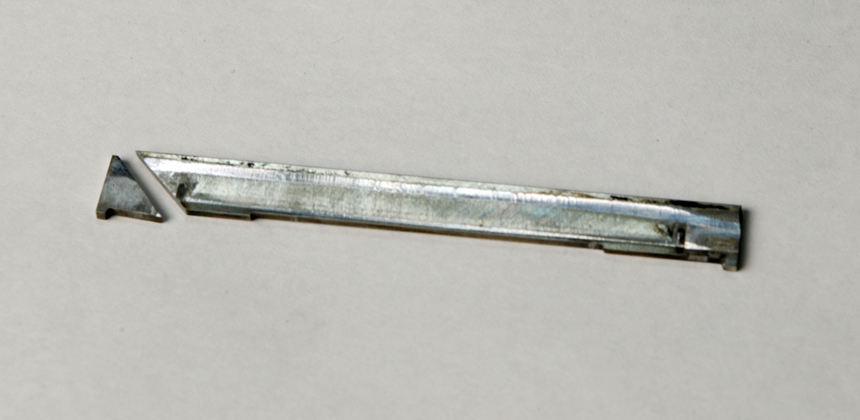
Photographie d'un segment d'arête.

Dans un moteur Wankel, plusieurs dispositifs distincts sont utilisés pour assurer l'étanchéité. Les deux flancs triangulaires du piston présentent deux segments joints, un entre l'excentrique et le flasque d'une part, et un entre l'excentrique et le rotor d'autre part. Par ailleurs, situés à faible distance des bords curvilignes, des segments flancs (« side seal ») sont encastrés afin de retenir les gaz et empêcher leur pénétration au niveau du vilebrequin. Ces derniers segments sont maintenus dans leur position contre les parois de la gorge grâce à des bandes d'acier ondulées,.
Une différence majeure entre le moteur Wankel et les moteurs 4 temps classiques réside dans l'espacement entre les différents segments des pistons — éloignés dans le premier cas, proches dans le second. Cet important « entre segment » du moteur Wankel permet de maintenir, par l'intermédiaire d'un canal reniflard à soupape, une pression faible — de l'ordre de 200 millibars — aux éventuels gaz ayant franchi les premiers segments. Par ce procédé, une résistance « naturelle » s'applique au passage entre les résidus de combustion et l'huile,.
Les trois sommets du rotor sont également munis d'un segment d'arête (« apex seal »), afin d'assurer l'étanchéité entre les différentes chambres et éviter le passage des gaz entre ces dernières. Étant donné qu'ils sont exposés à des pressions élevées et soumis à des contraintes importantes dues aux frottements avec le rotor, les segment d'arête ont fait l'objet d'une étude poussée pour améliorer leur efficacité et notamment leur durabilité. Ce type de segment se compose généralement de trois parties : une barrette transversale logée dans une gorge, plaquée contre le stator par une lame d'acier incurvée, munie à chacune de ses extrémités d'un segment d'angle (« corner seal »). Ces derniers sont placés dans des barillets, maintenus en contact sur le flasque par un ressort. Les segments d'arête sont généralement constitués d'un matériau en carbone auto-lubrifiant.

### Refroidissement

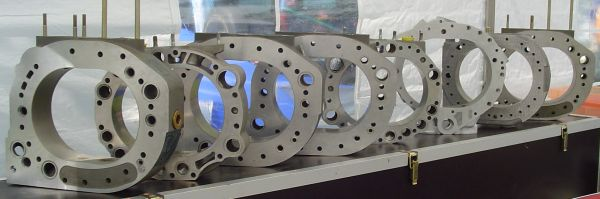
Des pièces trochoïdes de moteur Wankel : on y aperçoit les lumières permettant, entre autres, le passage du liquide de refroidissement.

La température de la surface intérieure de la trochoïde est importante à prendre en compte car elle conditionne la formation d'une fine couche d'huile nécessaire à la lubrification, ainsi que le bon fonctionnement des segments d'arête. Étant donné que la surface en contact avec les gaz brûlés est plus importante sur le moteur Wankel que sur le moteur 4 temps classique, il est nécessaire de prévoir un refroidissement particulier non seulement pour la trochoïde, mais également pour le piston.
La trochoïde et les flasques sont ainsi percés de part et d'autre pour permettre la circulation des fluides (eau ou air en général). La circonférence de la trochoïde est également percée, tandis que les flasques sont creusés.

### Caractéristiques
Les moteurs sont parfois caractérisés par leur constante {\displaystyle K}, dénommée « constante trochoïde », définie par {\displaystyle K=R/e}. Cette constante donne une bonne indication des paramètres moteurs tels que l'angle maximal de rotation, le taux de compression optimal théorique {\displaystyle \epsilon _{\mathrm {th} }}, les dimensions extérieures du carter, etc. Cette constante est généralement comprise entre 6 et 8. Bien sûr, plus la constante {\displaystyle K} est élevée, plus {\displaystyle \epsilon _{\mathrm {th} }} est élevé.
La cylindrée du moteur, de façon analogue à un moteur alternatif classique, est la différence entre le volume maximal {\displaystyle V_{\mathrm {max} }} et le volume minimal {\displaystyle V_{\mathrm {min} }} formé entre le rotor et la trochoïde. En utilisant les équations de la trochoïde, il est possible de démontrer que le volume {\displaystyle V} de la chambre de travail (« Working chamber ») est donné par la formule suivante :
où {\displaystyle \phi _{\mathrm {max} }=\arcsin(3/K)} est l'angle d'oscillation maximal. On obtient ainsi la cylindrée du moteur {\displaystyle C} et le rapport de compression {\displaystyle \varepsilon _{\mathrm {th} }} :
Néanmoins, cette cylindrée n'est pas directement comparable à celle des autres moteurs car un moteur alternatif effectue un cycle thermodynamique en deux rotations contre trois pour le moteur Wankel. Pour permettre la comparaison, une cylindrée équivalente est généralement définie en prenant les deux tiers du produit de la cylindrée unitaire du moteur Wankel multipliés par le nombre de chambres et par le nombre de rotors.

## Avantages et inconvénients

### Avantages

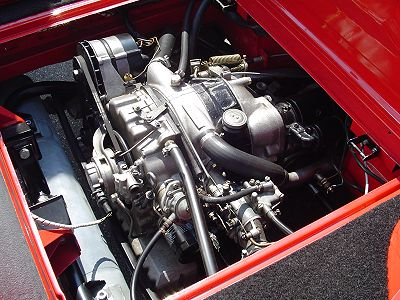
L'encombrement du moteur Wankel est plus faible que celui d'un moteur alternatif.

Les avantages de fonctionnement procurés par le moteur à piston rotatif sont nombreux et variés. Étant donné qu'aucune pièce n'effectue de mouvement alternatif, l'équilibrage du moteur est presque parfait, ce qui induit un niveau de vibrations inférieur et donc une réduction du niveau sonore jusqu'aux vitesses de rotation les plus élevées,. Néanmoins, les vibrations ne sont pas, comme certaines sources peuvent le laisser à penser, totalement absentes. Le piston combine un mouvement de rotation et de révolution, causant un phénomène de balourd et donc de vibration. Ces vibrations restent cependant moindres que celles des moteurs à pistons alternatifs.
Le cycle à 4 temps se passe des organes de distribution du moteur 4 temps à mouvement alternatif (arbre à cames, soupape...). La suppression de tous ces éléments permet d'obtenir un moteur plus simple, plus léger et moins encombrant. Le moteur atteint par ailleurs un régime-moteur beaucoup plus élevé, étant donné que les vibrations induites par les accélérations et les décélérations des pistons d'un moteur alternatif sont réduites. L'écoulement des gaz s'effectue selon un mouvement continu, sans retour sur lui-même ni changement de sens. En se faisant à faible pression et sur une durée importante, la combustion permet une véritable douceur de fonctionnement en éliminant les chocs existant sur un moteur classique. Dans ces derniers, les gaz sont entraînés par le piston qui descend, rendant difficile la combustion complète du mélange.
Dans le moteur rotatif, le piston entraîne les gaz à une vitesse qui croît avec le régime moteur. Cette caractéristique induit une réponse rapide du moteur lors d'une sollicitation (accélérations). Il est en mesure de fournir rapidement une augmentation de la puissance, surtout à haut régimes, ce qui lui confère sa souplesse d'utilisation. Cette différence est plus prononcée par rapport aux moteurs alternatifs à 4 cylindres que par rapport aux moteurs d'un nombre de cylindres supérieur.

### Inconvénients

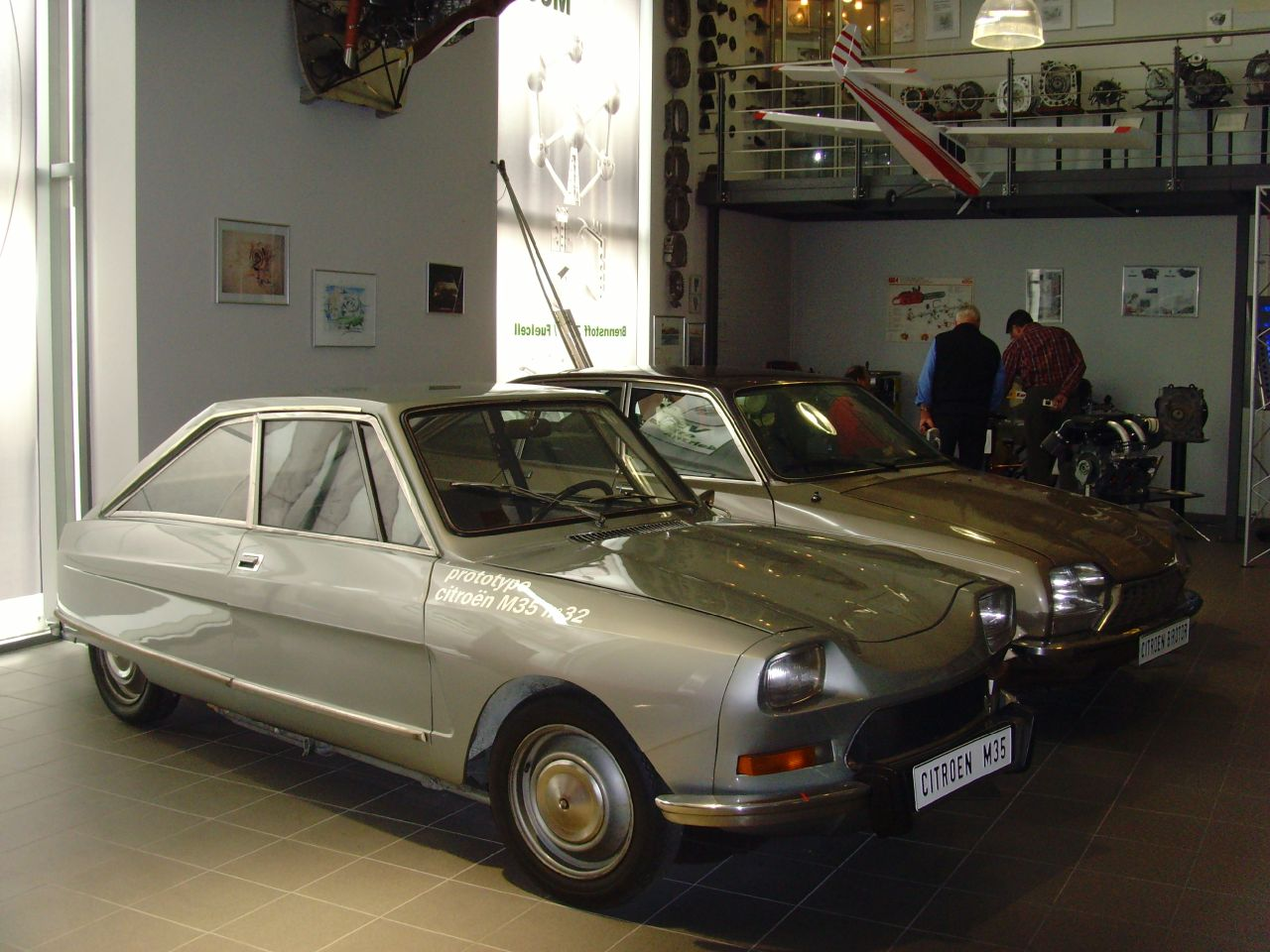
Le prototype Citroën M35 et la GS Birotor sont apparus lors du choc pétrolier de 1973, une mauvaise période pour le moteur Wankel.

Le « talon d'Achille » du moteur Wankel fut longtemps l'étanchéité des segments d'arête, situés aux sommets du rotor, qui rendirent problématique la conception du moteur et sa production en série difficile. Véritable handicap auparavant, les joints d'étanchéité actuels permettent de « circonscrire » ce problème. Mais la conception même du moteur — piston et chambre en aluminium induisant une forte dilatation — demeura un frein à une bonne étanchéité.
La forme allongée et irrégulière des chambres de combustion induit un rapport surface/volume peu propice à la propagation et au maintien du front de flamme. ('Rotary Engine' Toyo Kogyo, 1969; SAE paper 720357, K Yamamoto; SAE paper 830332, R Sierens). Ce type de moteur consommait ainsi environ 20 % de carburant de plus qu'un moteur à pistons alternatifs. Cet aspect fut sûrement celui qui freina le plus les potentiels acheteurs de la Citroën GS Birotor, lancée en septembre 1973 en plein choc pétrolier. Une consommation élevée entraîne, de plus, un niveau de pollution élevé et difficilement acceptable, déjà dans les années 1970 et encore plus de nos jours.
Le moteur Wankel présente un faible frein moteur. Il ralentit en effet moins vite qu'un moteur classique lorsqu'on coupe l'admission des gaz. Cet inconvénient oblige les constructeurs à revoir à la hausse le dimensionnement du circuit de freinage pour compenser ce manque de frein moteur.
Malgré tout, le constructeur japonais Mazda a considérablement amélioré le moteur Wankel sur ses RX7 et surtout RX8, le rendant bien plus fiable et beaucoup moins gourmand qu'avant, par rapport à un moteur à pistons conventionnel[réf. souhaitée].

## Wankel particuliers

### Moteur à hydrogène

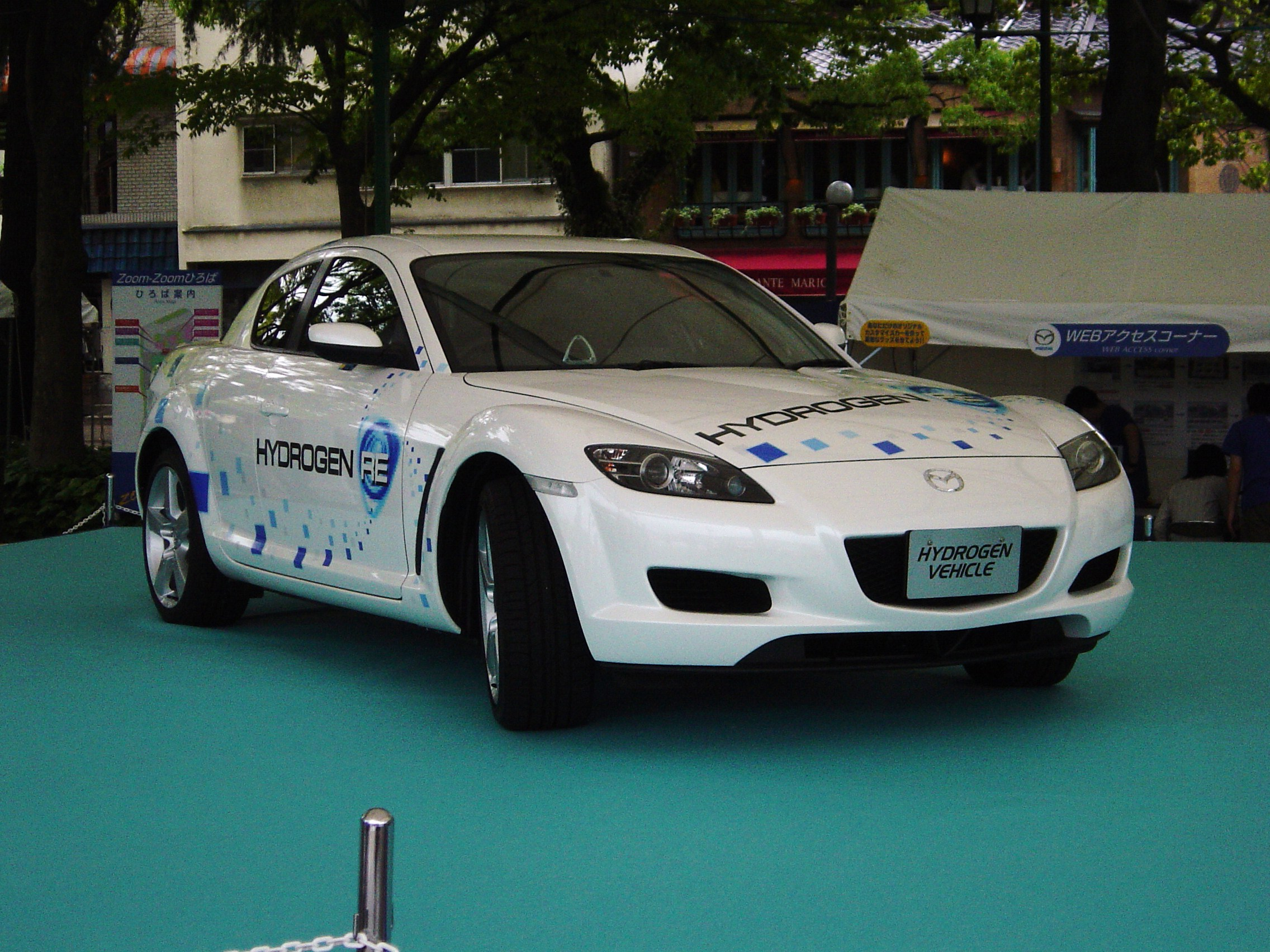
La Mazda RX-8 Hydrogène RE est mue par un moteur Wankel à hydrogène.

Le classique moteur à soupapes est peu adapté à la combustion du dihydrogène. La faible densité du gaz nécessite des conduits d'admission et des soupapes de grand diamètre tandis que la course sinusoïdale du piston crée un pic de pression trop long au point mort haut pour permettre un fonctionnement en détonation.
La distribution étant réalisée par des lumières et non par des soupapes, le moteur Wankel est plus adapté : le volume d'air aspiré peut être plus important et les turbulences induites par l'admission permettent d'homogénéiser le mélange air/hydrogène. Par ailleurs, la chambre d'admission étant séparée de celle de combustion, l'implantation de deux injecteurs d'hydrogène par rotor est facilitée. Cet aspect induit également une température de la chambre de combustion plus basse, ce qui limite la propension naturelle de l'hydrogène à l'auto-inflammation.
Ainsi, depuis 1991, le constructeur japonais Mazda conçoit de multiples prototypes mûs par des moteurs Wankel à hydrogène. Pour fêter les 50 ans du moteur Wankel, il livre en 2007 au gouvernement japonais six Mazda RX-8 Hydrogène RE fonctionnant sur ce principe. Cette technologie est notamment porteuse de promesses écologiques, étant donné que la combustion de l'hydrogène produit essentiellement de l'eau et que sa production peut se faire à partir d'énergies renouvelables.

### Wankel Diesel

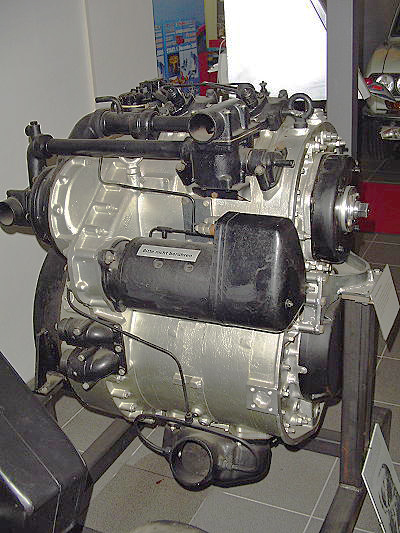
Moteur Diesel Wankel conçu par Rolls-Royce.

Le constructeur britannique de luxueuses automobiles et de moteurs d'avions Rolls-Royce est « généralement connu pour son conservatisme, préférant à l'innovation des technologies ayant fait leurs preuves ». Néanmoins, dans les années 1960, la firme est dirigée par des ingénieurs désireux de développer de nouvelles technologies. Grâce à leurs relations professionnelles, ces ingénieurs purent faire financer leurs recherches par l'armée britannique. C'est la raison pour laquelle Rolls-Royce s'est intéressé au moteur Wankel Diesel dès 1965.
La conception d'un moteur Wankel fonctionnant au gazole offre en théorie de nombreux avantages. Il serait plus léger, plus silencieux et plus souple qu'un moteur à soupapes et il serait surtout moins gourmand en carburant que la version essence du Wankel[réf. nécessaire]. Le but du constructeur n'était pas tant de concevoir un moteur au gazole mais davantage un moteur polycarburant. Destiné à des véhicules militaires, ce type de moteur offre une flexibilité théoriquement appréciable en période de guerre.

En 1971, un premier moteur est mis au point, d'environ 410 kg. Il s'agit d'un bi-rotor développant 350 ch à 4 500 tr/min. Étant donné que le Diesel nécessite un taux de compression de l'ordre de 18:1 voire 21:1, Rolls-Royce décide d'utiliser une suralimentation par compresseur. Ainsi, la firme utilise le moteur Wankel comme moteur et comme compresseur : le premier rotor comprime les gaz tandis que le second, plus petit, fonctionne en moteur et enflamme le gazole. Aucune utilisation commerciale de ce moteur n'a été envisagée.

## Applications

### Automobiles

#### Production en série
Le moteur à piston rotatif Wankel connaît une longue carrière dans le domaine de l'automobile étant donné que sa première utilisation en tant que moteur, et non pas en tant que compresseur, s'est faite sur la NSU Spider. En 1960, le premier moteur Wankel opérationnel est testé à bord d'une NSU Prinz. Ce début de carrière est néanmoins peu brillant sur les véhicules de série, en raison de la consommation excessive du moteur en carburant et en huile. La Citroën GS Birotor et la NSU Ro 80 font partie des automobiles les plus connues, pas forcément pour leur « moteur Comotor ». Néanmoins, la NSU Ro 80 remporte en 1967 le titre de « Voiture de l'année », le constructeur NSU devenant ainsi le premier fabricant allemand à remporter ce prix.

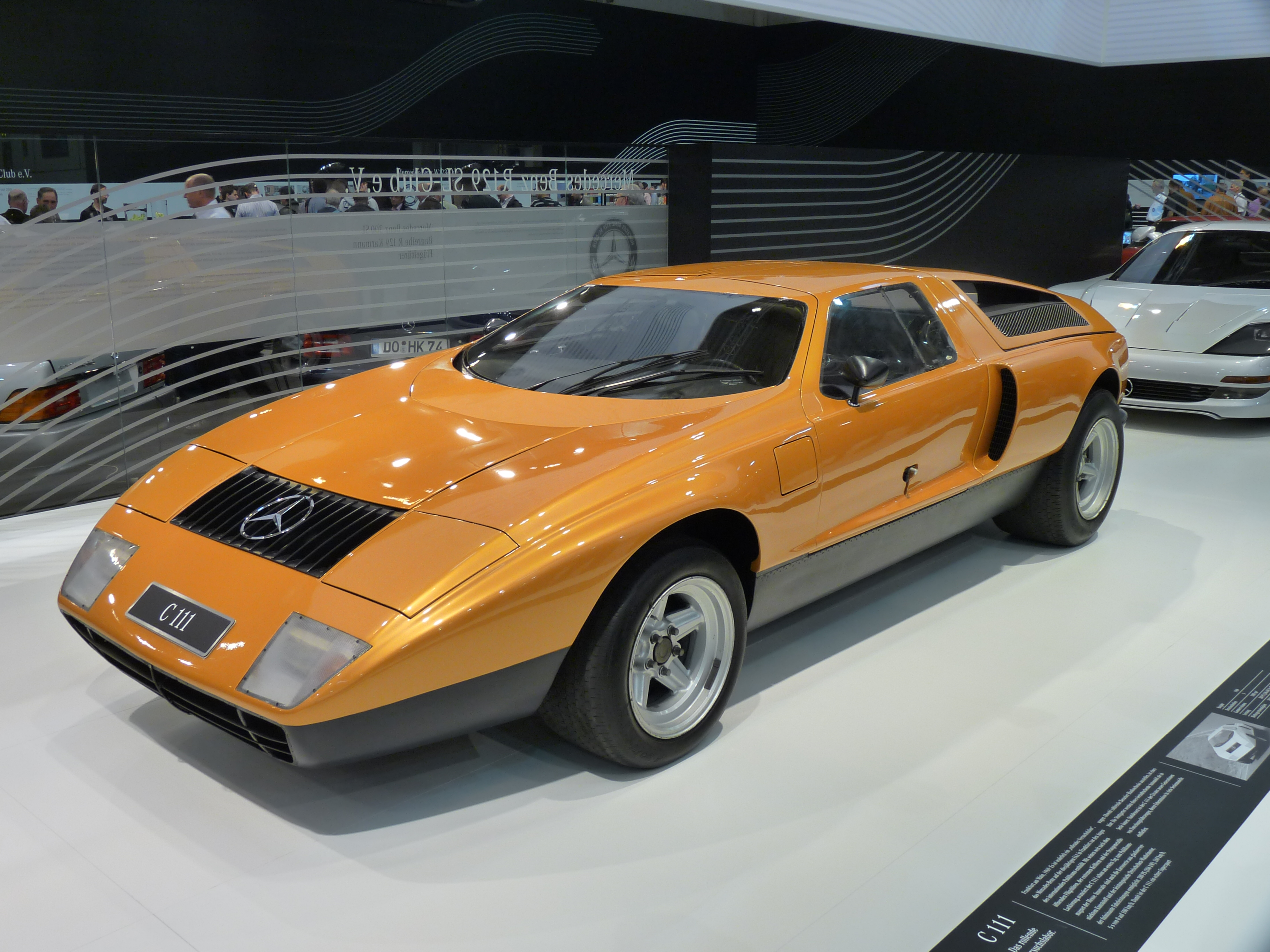
Mercedes-Benz C111 de première génération.

En 1961, le constructeur automobile Mazda, achète le brevet Wankel et entame son propre développement avec Kenichi Yamamoto à la tête du programme. Trois ans plus tard, en 1964, la NSU Prinz est la première automobile, dotée d'un tel moteur, à être fabriquée en série. À la fin de l'année 1967, elle est remplacée par la NSU Ro 80. Au même moment, Mazda lance la production de la Cosmo Sport.
Plus tard, Citroën commercialise la M35, puis la GS. Mercedes propose à son tour une voiture à moteur rotatif, la C111 type I, en 1969. Mais en 1974, la crise pétrolière n'est pas favorable au marché du moteur Wankel. Consommant une quantité importante d'huile et de carburant, il est abandonné par un grand nombre de constructeurs. Mazda reste le seul à continuer la commercialisation de modèles à moteur à piston rotatif : les modèles R100, RX-2, RX-3, RX-4 puis RX-7. Dans les années 2000, Mazda commercialise la RX-8, considérée comme la dernière  voiture de grande production dotée d'un moteur à piston rotatif ; elle réalise des chiffres de ventes plus que corrects. Des modèles moins connus seront produits par Mercedes-Benz, Rolls-Royce ou encore General Motors, ou tout du moins des prototypes, mus par un moteur à piston rotatif.

#### Premiers engagements en compétition
Le moteur Wankel s'est illustré en compétition automobile, le plus souvent sous les couleurs de Mazda. Dans les années soixante, le moteur rotatif n'est qu'au début de son développement. L'usure prématurée du moteur de la NSU Ro 80 n'aide pas à améliorer la réputation de la technologie.
Cependant, en 1968, Mazda décide d'engager ses Cosmo Sport 110S au Marathon de la route, une course de quatre-vingt quatre heures disputée sur la boucle nord de la piste du Nürburgring,. Dotée d'un moteur d'une puissance de 130 ch, la meilleure auto, la no 19, se classe quatrième de l'épreuve avec les pilotes Yves Deprez, Léon Dernier et Jean-Pierre Ackermans. Quant à la no 18, pilotée par un équipage japonais, dont Nobuo Koga, elle abandonne à la suite de la perte d'une roue.
L'année suivante, le Mazda Racing Team engage trois Mazda R100 aux 24 Heures de Spa, très proches de la version commercialisée pour la route. Son birotor de 982 cm3 de cylindrée développe une puissance de 190 ch. La première des trois voiture est accidentée dans la troisième heure de course et son pilote, Léon Dernier, est tué sur le coup. Les deux châssis restants franchissent la ligne au cinquième (Yves Deprez et Yoshimi Katayama) et sixième rangs (Masami Katakura et Toshinori Takechi). La même année, l'équipage composé de Hugues de Fierlant, Roger Enever et Pierre-Yves Bertinchamps, obtient la cinquième place au Marathon. Quant aux deux autres voitures engagées, elles abandonnent sur sortie de piste et fuite de réservoir.
En 1970, Mazda passe tout près d'une victoire aux 24 Heures de Spa. L'équipage Katayama/Takechi est en lutte pour la première place avec la BMW des futurs vainqueurs, mais à 2 h 30 de l'abaissement du drapeau à damier, le moteur de la Mazda rend l'âme. L'équipage composé de Katakura et Clive Baker renonce également sur casse moteur, les privant d'un podium certain. Quant à la troisième voiture, pilotée par Roger Enever et John Hine, elle rencontre de nombreux problèmes liés à son moteur. L'équipe décide d'arrêter la voiture aux stands et d'attendre l'heure d'arrivée pour repartir, elle parviendra à franchir la ligne à la cinquième place.

#### Montée en puissance aux 24 Heures du Mans

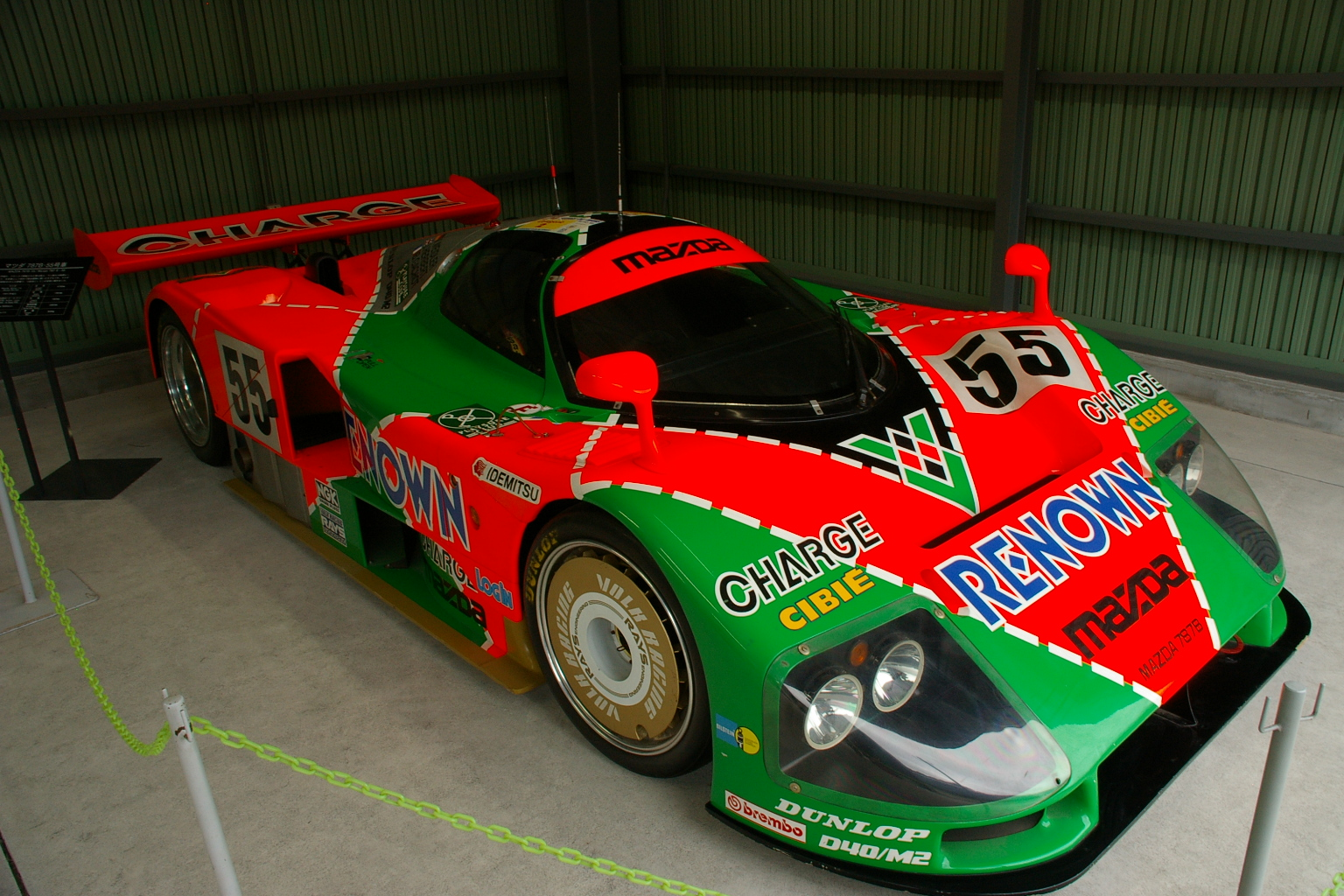
La Mazda 787B, première voiture japonaise vainqueur aux 24 Heures du Mans, équipée d'un moteur Wankel.

En 1970, Mazda dépose trois dossiers d'inscription pour les 24 Heures du Mans. Finalement, les trois R100 sont jugées trop lentes pour la ligne droite des Hunaudières et le moteur birotor 10A est monté sur une Chevron B16. Pilotée par Yves Deprez et Julien Vernaeve, la Chevron termine quinzième à Spa et dixième aux 1 000 kilomètres du Nürburgring. En juin, au Mans, elle est cette fois à la peine face aux autres Chevron à motorisation conventionnelle et obtient une quarante-et-unième place aux essais, à près de vingt secondes de la meilleure Chevron. En course, à la fin de la première heure, la Chevron est en trentième position ; puis, un premier incident dû à une fuite d'essence retarde l'équipage. Après trois heures de course, la voiture abandonne et s'arrête au niveau du virage du Tertre Rouge, l'allumage étant en cause.
En 1973, Mazda marque les esprits de manière plus significative, en devenant le premier constructeur à engager une voiture japonaise aux 24 Heures du Mans, la Sigma MC73. Elle est pilotée par Tetsu Ikuzawa (également premier pilote japonais à prendre le départ) et Patrick Dal Bo. La Sigma bénéficie du moteur 12A, doté d'une cylindrée de 2,3 litres, qui développe une puissance de l'ordre de 260 ch. Obtenant la quatorzième place en qualifications, son moteur voit ses progrès soulignés. Mais en course, la Sigma est rapidement retardée par des problèmes de fusée. Elle abandonne à la mi-course, trahie par sa suspension arrière. L'année suivante, la nouvelle MC74 de Sigma Automotive est discrètement soutenue par Mazdaspeed. Pilotée par Yushiro Okamoto, Harakuni Takahashi et Yojiro Terada, la Sigma rencontre de nombreux problèmes durant sa course ; l'embrayage et la segmentation du rotatif doivent être changés. Elle parvient tout de même à franchir la ligne d'arrivée, non classée, pour distance parcourue insuffisante.
En 1975, préférant s'associer avec Toyota, Sigma ne renouvelle pas son partenariat avec Mazda.
Mazda s'illustre une deuxième fois avec la RX-7 en 1981, lorsque Tom Walkinshaw et Pierre Dieudonné remportent les 24 Heures de Spa. La Mazda 787B est de loin la plus célèbre des automobiles à moteur Wankel engagées en sport automobile. Elle est la première voiture japonaise, équipée d'un moteur Wankel (Mazda R26B 2,6 litres quadri-rotor), à remporter les 24 heures du Mans en 1991 avec Johnny Herbert, Bertrand Gachot et Volker Weidler. Sa brillante victoire serait d'ailleurs à l'origine de l'interdiction du moteur dans la compétition.
En 2006, les pilotes japonais Tetsuya Yamano et Hiroyuki Iiri remportent le championnat de Super GT (catégorie GT300) au volant d'une Mazda RX-7 FD3S, animée par un trirotor et appartenant à l'équipe RE Amemiya Racing.

#### Prolongateur d'autonomie pour véhicules électriques

Structure d'un véhicule hybride en série. Le carré gris représente un engrenage différentiel. Une variante de montage (non représentée) consiste à avoir des moteurs électriques (au nombre de deux ou quatre) intégrés dans les roues.

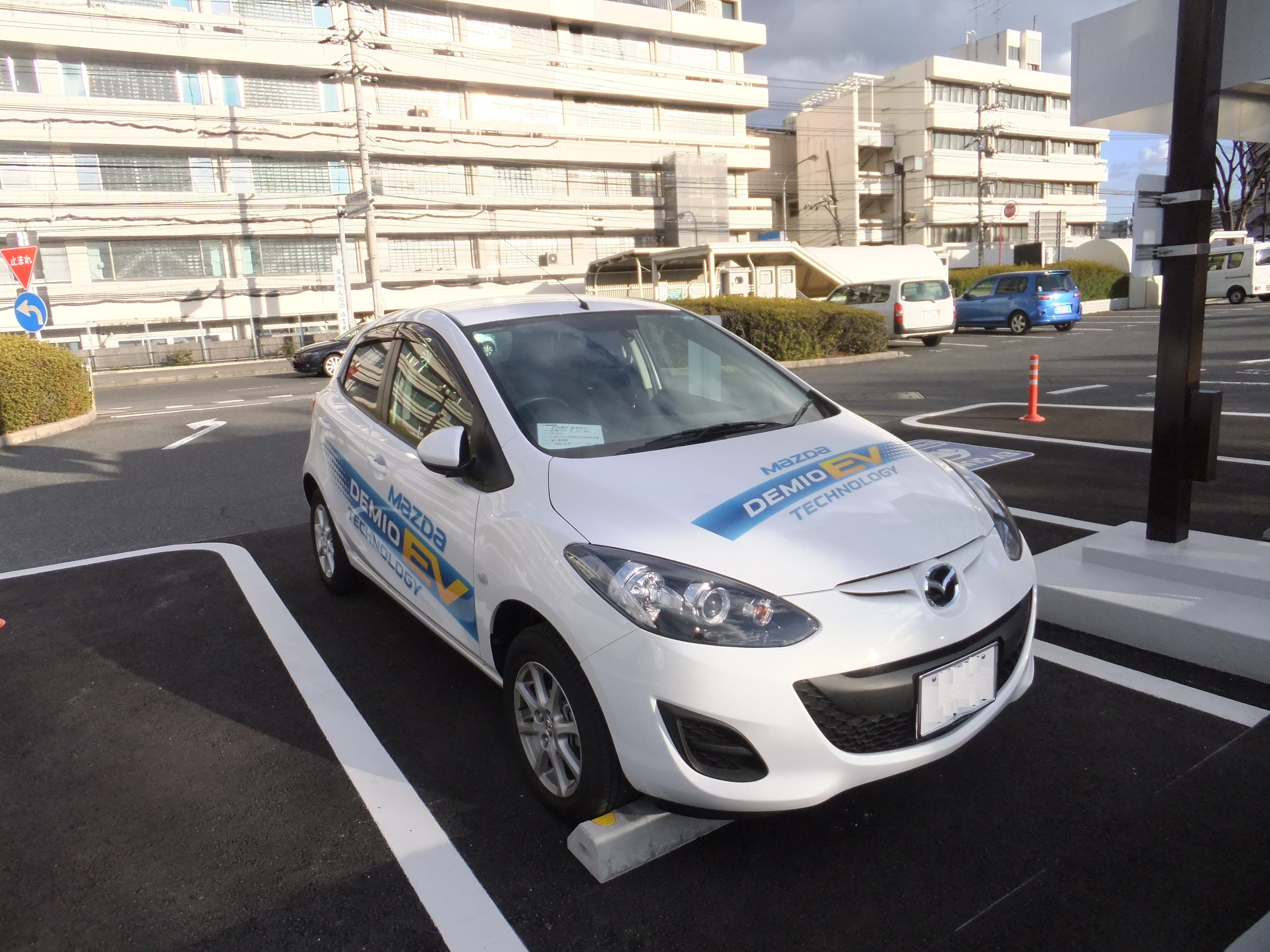
Prototype Mazda2 EV.

En raison de la compacité et du rapport poids / puissance élevé d'un moteur Wankel, il a été envisagé comme solution de prolongation d'autonomie pour les véhicules électriques, capable de fournir une puissance supplémentaire lorsque les niveaux de batterie électrique sont faibles. Certains concept-cars incorporent ainsi un moteur Wankel dans un groupe propulseur hybride série. Un moteur Wankel utilisé uniquement comme groupe électrogène présente des avantages en matière d’encombrement, de bruit, de vibrations et de répartition du poids lorsqu’il est utilisé dans un véhicule, maximisant ainsi l’espace intérieur pour les passagers et les bagages,. Le moteur / générateur peut se trouver à une extrémité du véhicule, les moteurs électriques à l'autre extrémité, connectés uniquement par des câbles.
En 2010, Audi dévoile un prototype de voiture électrique hybride de série, la A1 e-tron, intégrant un petit moteur Wankel de 250 cm3 à 5 000 tr/min, permettant de recharger les batteries de la voiture selon les besoins et de fournir de l'électricité directement au moteur électrique,. En 2010, FEV déclare que, dans son prototype de version électrique de la Fiat 500, un moteur Wankel serait également utilisé comme prolongateur d'autonomie. En 2013, le Finlandais Valmet Automotive révèle un prototype, l'EVA, intégrant un groupe motopropulseur hybride alimenté par série de Wankel, utilisant un moteur fabriqué par la société allemande Wankel SuperTec. La société britannique Aixro Radial Engines propose une extension de gamme utilisant un moteur de kart de 294 cm3 par chambre.
Au Japon, Mazda cesse la production de moteurs Wankel à entraînement direct dans sa gamme de modèles en 2012, laissant l’industrie automobile mondiale sans véhicule de série utilisant ce type de moteur. La société poursuit le développement de sa prochaine génération de moteurs Wankel, le Skyactiv. Selon le constructeur, le SkyActiv résout les trois problèmes clefs des moteurs rotatifs antérieurs : économie de carburant, émissions et fiabilité,. Takashi Yamanouchi, PDG mondial de Mazda, explique que « Le moteur rotatif offre de très bonnes performances dynamiques, mais son efficacité n’est pas aussi bonne lorsque vous accélérez et décélérez, il se montre bien meilleur à une vitesse constante de 2 000 tr/min ».
Mazda a entrepris des recherches sur l'allumage commandé par compression (SPCCI) sur les moteurs rotatifs, indiquant que tout nouveau moteur rotatif incorporera la technologie SPCCI. Celle-ci intègre un allumage par étincelle et par compression combinant les avantages des moteurs à essence et Diesel pour atteindre les nouveaux objectifs en matière d'environnement, de puissance et de consommation de carburant. En novembre 2013, Mazda annonce un prototype de voiture hybride en série, la Mazda2 EV , utilisant un moteur Wankel comme prolongateur d'autonomie. Le moteur de la génératrice, situé sous le plancher arrière, est un minuscule moteur de 330 cm3 à simple rotor, générant 30 ch (22 kW) à 4 500 tr/min et maintenant une puissance électrique continue de 20 kW,,. En octobre 2019, Mazda annonce que le moteur rotatif sera utilisé dans le MX-30, un SUV hybride prévu pour 2020. Le MX-30 associera un moteur électrique de 105 kW (140 chevaux) à une batterie de 35,5 kWh, autorisant jusqu’à 200 km d’autonomie en propulsion électrique pure,.

### Motos
Sa légèreté, ses faibles vibrations et sa compacité sont autant de qualités qui auraient pu justifier une implantation du moteur Wankel sur des motos. Néanmoins, celui-ci étant sujet à des problèmes d'étanchéité inhérents à sa conception, peu de modèles en sont équipés. Ainsi, de 1974 à 1977, le constructeur Hercules produit un nombre limité de Hercules W 2000.
Suzuki produit en série une moto munie d'un moteur de ce type, la Suzuki RE5, vendue à environ 7 000 exemplaires entre 1974 et 1976. Le constructeur Van Veen produit également une toute petite série entre 1978 et 1981 et, entre 1990 et 1994, le modèle Norton.

Différentes motos à moteur Wankel
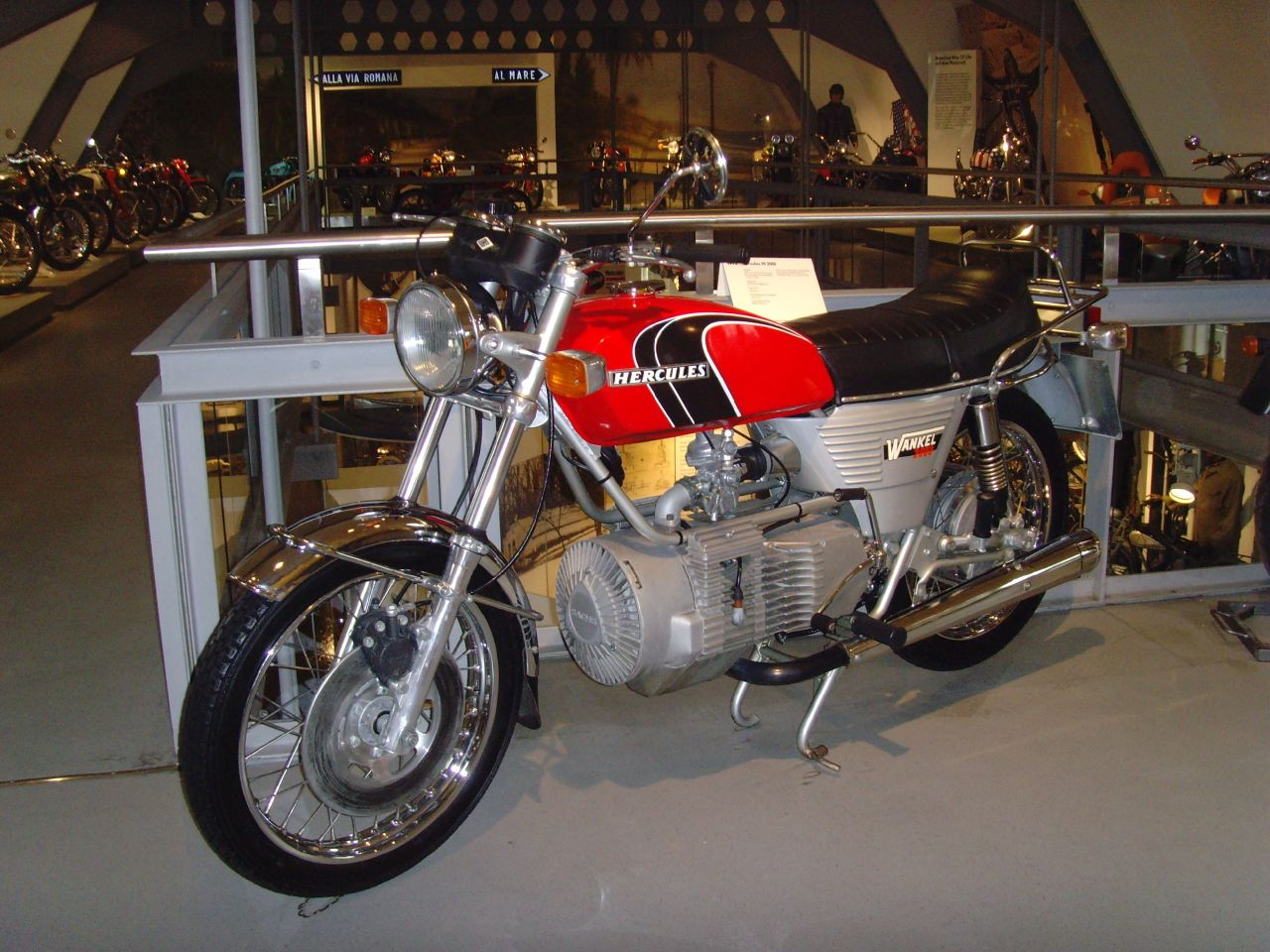
La Hercules W 2000 est l'une des rares motos propulsées par un moteur Wankel.
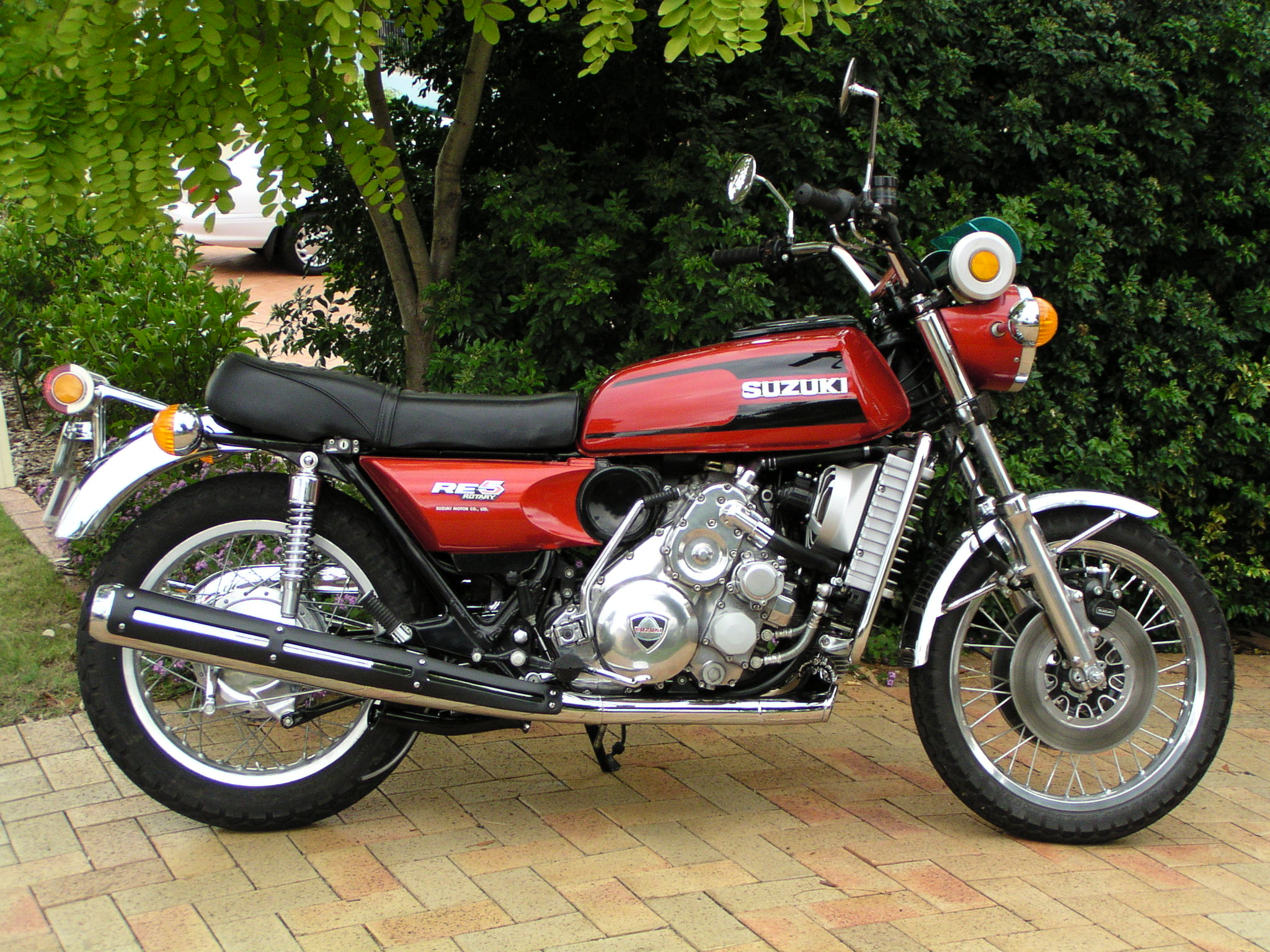
Une Suzuki RE5, diffusée à environ 7 000 exemplaires entre 1974 et 1976.
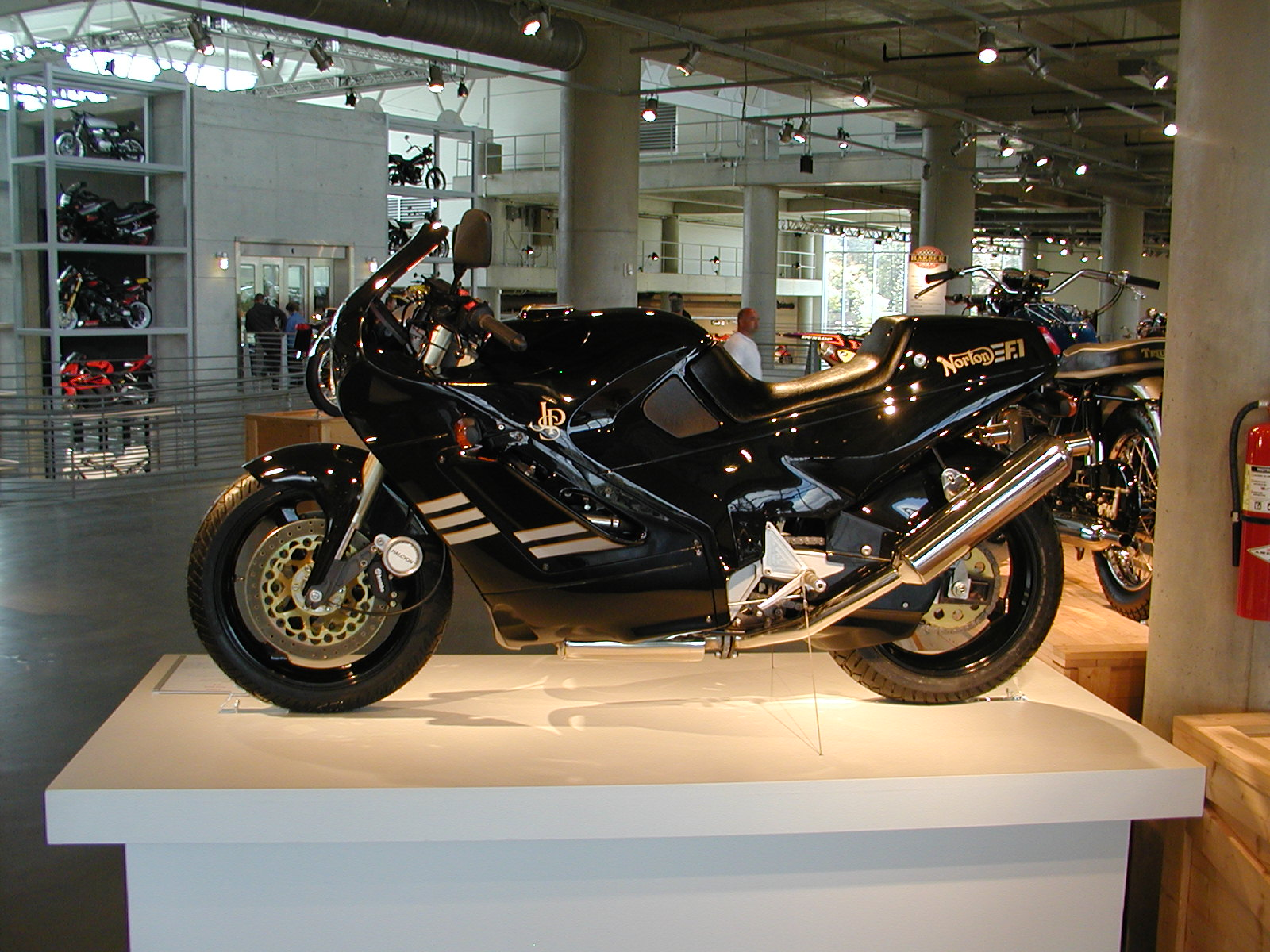
Une Norton F1, modèle le plus sportif du constructeur britannique.
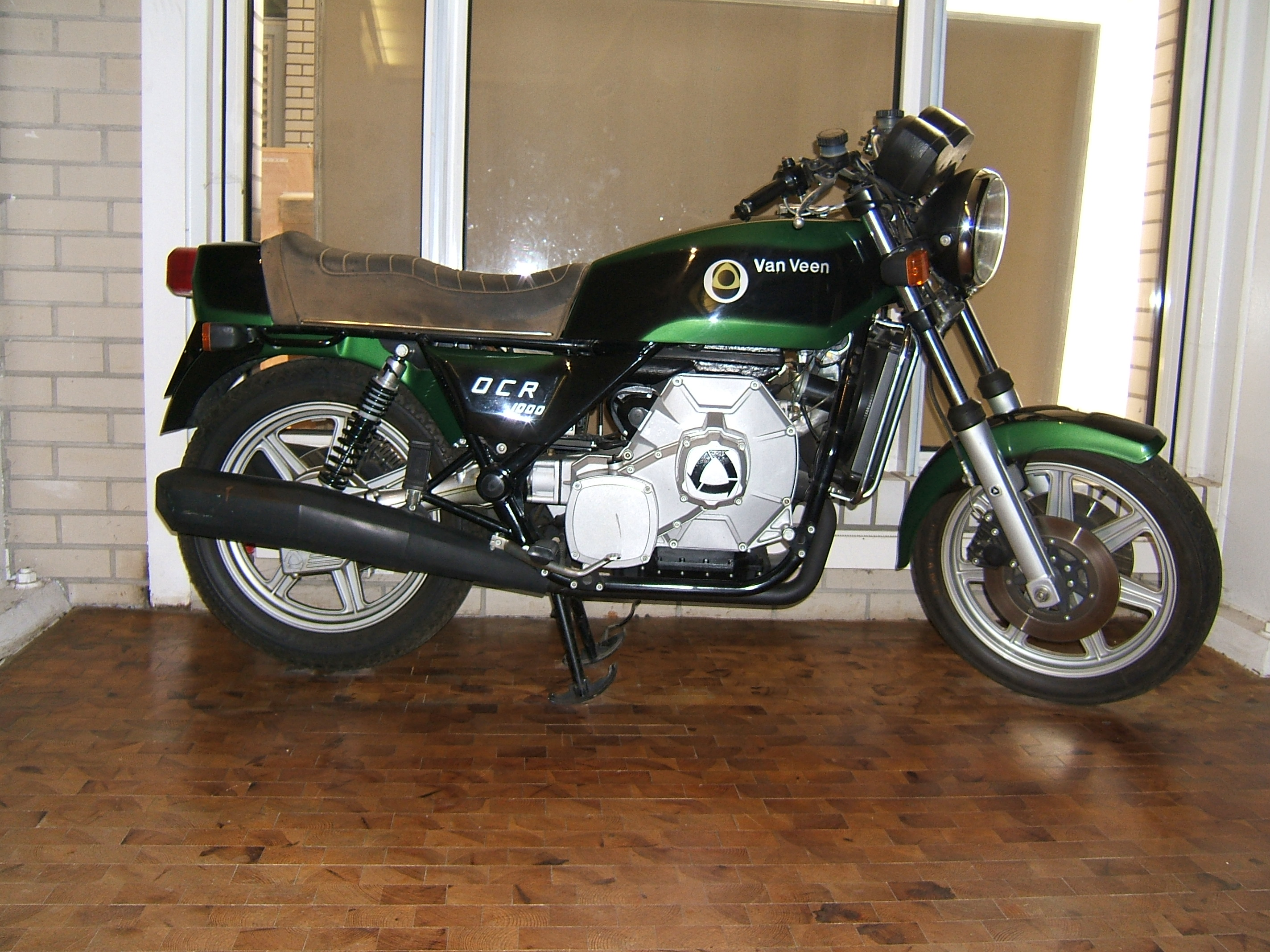
Une Van Veen OCR 1000, modèle de série.

### Marine
Quelques moteurs Wankel alimentés en mélange deux temps et construits par Sachs sont « marinisés » en les accouplant à un réducteur d'hélice et équipés d'une dynastar supprimant le lanceur ainsi que d'une pompe à eau de refroidissement de l'échappement. La puissance résultante est d'environ 7 ch. On trouve ces moteurs sur les voiliers construits par les CNSO en Lot-et-Garonne, notamment le SAMOURAI[réf. souhaitée].

### Aéronautique

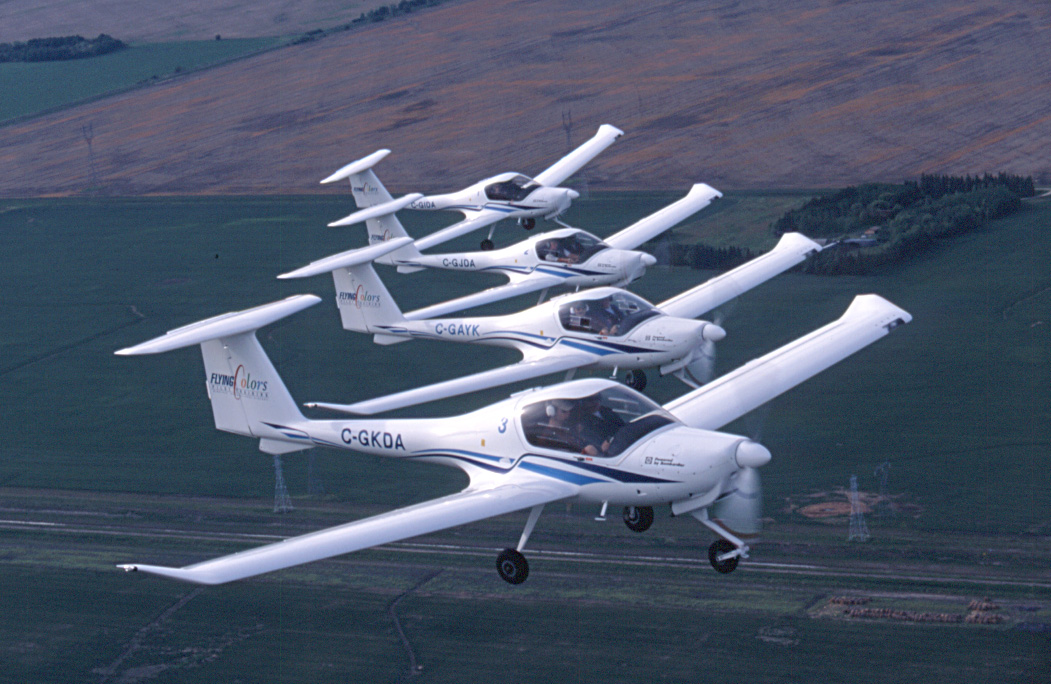
Un prototype de Diamond DA20 est mû par un moteur Wankel.

Plusieurs avions sont équipés d'un moteur Wankel. Le premier d'entre eux est produit par le constructeur américain Lockheed et dénommé YO-3A Quiet Star. Il s'agit d'une version destinée aux civils, dérivée de l'avion de reconnaissance QT-2 utilisé par l'armée américaine dans les années 1970. Son moteur, construit par Curtiss-Wright, développe 185 ch.
Le Diamond DA20, ou plutôt l'un de ses prototypes, est également l'un des avions mûs par un moteur Wankel. Il s'agit d'un avion-école biplace à train tricycle.
Une grande part des motoplaneurs Alexander Schleicher (les modèles ASK 21 Mi, ASW 22BLE 50R, ASH 25 Mi, ASH 26 et ASH 31) sont équipés de moteurs Wankel pour les versions à décollage autonome.
Le constructeur automobile Citroën se penche dans les années 1970 sur la conception d'un hélicoptère léger destiné à être vendu bon marché, le Citroën RE-2. Pour cela, en collaboration avec Charles Marchetti, concepteur de l'Alouette II, Citroën opte pour un moteur Wankel birotor d'une puissance de 190 ch. Les avantages du Wankel sur ce type d'engin sont ses faibles vibrations et sa légèreté. Sa consommation à puissance constante est à peine supérieure à celle d'un moteur à pistons conventionnel et très inférieure à celle d'une turbine. Mais l'arrêt de la production des moteurs Wankel en Europe, avec la disparition de Comotor et les difficultés financières de Citroën, signent l'abandon du projet en 1979, malgré des essais en vols prometteurs,.

### Modélisme aéronautique
La firme OS construit pour la propulsion d'avions radiocommandés un moteur Wankel de 4,97 cm3 et d'une puissance de 1,10 ch à 17 000 tr/min. Il est commercialisé par la firme allemande Graupner.